# Sónia Fertuzinhos
Sónia Ermelinda Matos da Silva Fertuzinhos (ur. 12 stycznia 1973 w Guimarães) – portugalska polityk i samorządowiec, działaczka Partii Socjalistycznej, długoletnia deputowana do Zgromadzenia Republiki.

## Życiorys
Kształciła się w zakresie międzynarodowych stosunków gospodarczych, uzyskała magisterium z nauk politycznych na Portugalskim Uniwersytecie Katolickim. Zaangażowała się w działalność polityczną w ramach Partii Socjalistycznej. Wybierana na radną zgromadzenia miejskiego w Guimarães, a także na przewodniczącą Mulheres Socialistas, organizacji kobiecej działającej wewnątrz PS.
W Zgromadzeniu Republiki zasiadła po raz pierwszy po wyborach w 1995, reprezentując dystrykt Braga. Z powodzeniem ubiegała się o reelekcję w 1999, 2002, 2005, 2009, 2011, 2015 i 2019.
Jej mężem jest polityk José Vieira da Silva.